# Kadirberdi kán
Kadirberdi (meghalt 1419) az Arany Horda kánja.

## Élete
Kadirberdi egyike volt Toktamis kán számos fiainak. Miután Toktamist elűzték az Arany Horda éléről, a kánságban de facto Edögej emír uralkodott, aki nem lévén Dzsingisz kán leszármazottja, tőle függő báburalkodókat ültetett a trónra. 1411-ben Toktamis fiai a Litván Nagyfejedelemség támogatásával átvették az uralmat, de nem sikerült döntő csapást mérniük Edögejre. Véres polgárháború kezdődött ahol szinte évente változott a kán személye (és az előző általában szomorú véget ért) ám Toktamis fiai egymás között is harcoltak.
Kadirberdi 1419-ben megdöntötte az éppen aktuális Edögej-kreatúra, Dervis kán hatalmát, Dervist pedig megölette. Az emír a Krímre menekült és az ottani Dzsingisz-leszármazottak közül Bek Szúfit kiáltotta ki kánnak. Kadirberdi nem sokkal később legyőzte Bek Szúfit is, aki elmenekült, de még évekkel később (1422-ig) is kánnak nevezte magát és Vytautas litván fejedelem támogatását élvezte.
Edögej Urál-vidéki támogatóihoz menekült, ahol a muszlim időszámítás szerint 822-ben (1419-1420 között) Kadirberdi hívei megölték ám nagyjából ebben az időben maga a kán is meghalt a Krímen. Más források szerint egy döntő csatában Kadirberdi meghalt, Edögej pedig a küzdelem után halt bele sebesüléseibe.